# Нојвајлер
Нојвајлер (њем. Neuweiler) општина је у њемачкој савезној држави Баден-Виртемберг. Једно је од 25 општинских средишта округа Калв. Према процјени из 2010. у општини је живјело 3.145 становника. Посједује регионалну шифру (AGS) 8235050.

## Географски и демографски подаци
Нојвајлер се налази у савезној држави Баден-Виртемберг у округу Калв. Општина се налази на надморској висини од 438-786 метара. Површина општине износи 51,3 km². У самом мјесту је, према процјени из 2010. године, живјело 3.145 становника. Просјечна густина становништва износи 61 становника/km².

## Међународна сарадња
| Мјесто | Држава    | Врста сарадње | Од    |
| ------ | --------- | ------------- | ----- |
| Алиј   | Француска | контакт       | 1972. |
| Извор  |           |               |       |